# Vesëlaya Mountain
Der Vesëlaya Mountain (englisch; russisch Гора Весёлая Gora Wesjolaja, deutsch ‚Fröhlicher Berg‘) ist ein 2385 m hoher Berg mit spitzem Gipfel im ostantarktischen Königin-Maud-Land. Er bildet das nördliche Ende der Svarttindane in der Südlichen Petermannkette des Wohlthatmassivs.
Entdeckt und anhand von Luftaufnahmen kartiert wurde der Berg bei der Deutschen Antarktischen Expedition 1938/39 unter der Leitung des Polarforschers Alfred Ritscher. Eine erneute Kartierung anhand von Luftaufnahmen und Vermessungen erfolgte bei der Dritten Norwegischen Antarktisexpedition (1956–1960) und nochmals bei einer von 1960 bis 1961 dauernden sowjetischen Expedition. Teilnehmer letzterer Forschungsreise gaben dem Berg auch seinen Namen.